# 涅勒莱加来
涅勒莱加来（法語：Nielles-lès-Calais，法語發音：[njɛl lɛ kalɛ]，意为“加来附近的涅勒”）是法国上法蘭西大區加来海峡省的一个市镇，属于加来区。

## 地理
涅勒莱加来（50°54'28"N, 1°50'16"E）面积2.49 平方千米，位于法国上法蘭西大區加来海峡省，该省份为法国北部沿海省份，西北濒北海，南至索姆省，东临北部省。
与涅勒莱加来接壤的市镇（或旧市镇、城区）包括：博南格莱加来、弗雷坦、阿姆-布克尔、圣特里卡。
涅勒莱加来的时区为UTC+01:00、UTC+02:00（夏令时）。

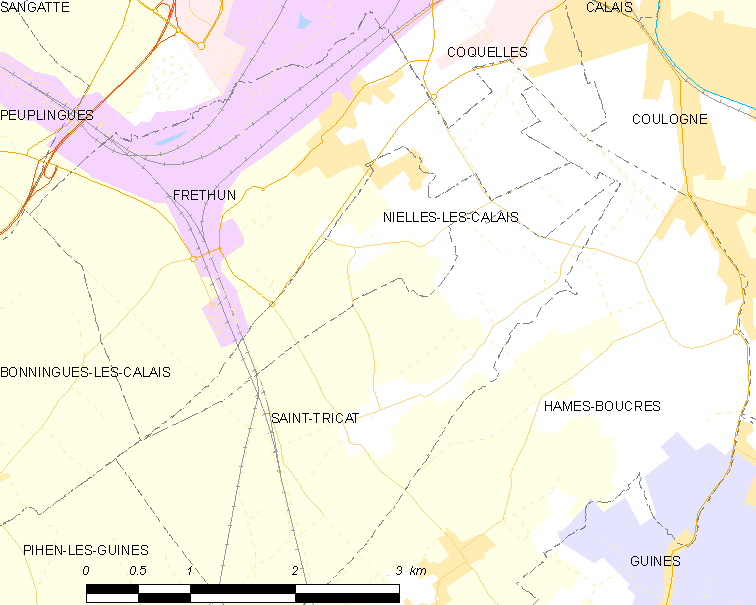
涅勒莱加来的OSM定位图

## 行政
涅勒莱加来的邮政编码为62185，INSEE市镇编码为62615。

## 政治
涅勒莱加来所属的省级选区为加来第一县。

## 人口

1962-2008年间涅勒莱加来人口变化图示

涅勒莱加来于2022年1月1日时的人口数量为281人。